# Ивановка (Забайкальский край)
Ивановка — село в Нерчинско-Заводском районе Забайкальского края России. Административный центр сельского поселения «Ивановское».

## География
Село находится в южной части района, на правом берегу реки Столбовой (бассейн Аргуни), при автодороге 76К-008, на расстоянии примерно 9 километров (по прямой) к юго-западу от села Нерчинский Завод. Абсолютная высота — 673 метра над уровнем моря.
Климат
Климат характеризуется как резко континентальный, с продолжительной морозной зимой и относительно коротким тёплым летом. Средняя температура самого тёплого месяца (июля) составляет 18 — 19 °С (абсолютный максимум — 40 °С). Средняя температура самого холодного месяца (января) — −28,9 °С (абсолютный минимум — −53 °С). Годовое количество осадков — 412—420 мм.
Часовой пояс
Село Ивановка находится в часовой зоне МСК+6. Смещение применяемого времени относительно UTC составляет +9:00.

## История
Основано в 1747 году. Первыми жителями были горно-заводские рабочие Нововоскресенского рудника. В 1930 году, в ходе коллективизации, была организована сельскохозяйственная коммуна им. П. Н. Журавлева преобразованная в 1932 году в колхоз «Путь второй пятилетки», который в 1951 году вошёл в состав колхоза им. С. М. Буденного (с 1961 года — совхоз «Зерентуйский»).

## Население
| 2002 | 2010 | 2021 |
| ---- | ---- | ---- |
| 510  | ↘483 | ↘394 |

Половой состав
По данным Всероссийской переписи населения 2010 года в гендерной структуре населения мужчины составляли 51,1 %, женщины — соответственно 48,9 %.
Национальный состав
Согласно результатам переписи 2002 года, в национальной структуре населения русские составляли 99 % из 510 чел.

## Инфраструктура
В селе функционируют средняя общеобразовательная школа, детский сад, клуб, библиотека и фельдшерский пункт.

## Улицы
Уличная сеть села состоит из трёх улиц.